# Sebastian Barry
Sebastian Barry (* 5. Juli 1955 in Dublin) ist ein irischer Dramatiker und Roman-Autor.

## Leben
Barry wurde 1955 als Sohn des Architekten Francis Barry und der irischen Schauspielerin Joan O’Hara in Dublin geboren, wo er auch aufwuchs. Er ging auf die Catholic University School und studierte Englisch und Latein am Trinity College in Dublin.
Seine schriftstellerische Laufbahn startete 1982 mit der Veröffentlichung des Romans Macker's Garden. Mehrere Gedichtbände sowie ein weiterer Roman, The Engine of Owl-Light, folgten, bevor der Autor sich 1986 und 1988 mit The Pentagonal Dream und Boss Grady's Boys auf das Dramatikerfach einließ. In der Theatersparte fand der Schriftsteller sein wichtigstes Standbein. Auch als Romancier wurde er mehrfach preisgekrönt.
Barry lebt im County Wicklow mit seiner Ehefrau, der Schauspielerin Alison Deegan, und den gemeinsamen drei Kindern; er ist Mitglied bei Aosdána.
Barry schrieb unter anderem das Theaterstück The Steward of Christendom und den Roman The Whereabouts of Eneas McNulty, die beide die Auseinandersetzungen im Irland des frühen 20. Jahrhunderts thematisieren, bei denen nicht nur Iren gegen Briten standen, sondern auch verschiedene Flügel der irischen Unabhängigkeitsbewegung wie auch irische Befürworter der Union mit England gegeneinander. Sein Großvater mütterlicherseits, Thomas Dunne, ist die Hauptfigur von The Steward of Christendom, das Schicksal dessen Sohnes Willie Dunne ist Gegenstand des Romans A Long Long Way.

## Rezeption
Barrys bekanntester Roman A Long Long Way kam in die engere Wahl für den Booker Prize 2005 und erhielt 2006 den Kerry Group Irish Fiction Award. Der Roman erzählt die Geschichte eines jungen Rekruten der Royal Dublin Fusiliers, Willie Dunne, während des Ersten Weltkrieges. Er verdeutlicht die geteilte Loyalität der Iren gegenüber Irland und England zur Zeit des Osteraufstands im Jahr 1916. 2008 kam Barry mit seinem Roman The Secret Scripture erneut auf die Shortlist zum Booker Prize.

## Auszeichnungen (Auswahl)
- 2006: Kerry Group Irish Fiction Award für A Long Long Way
- 2008: Costa Book Award für The Secret Scripture, auch „Costa Book of the Year“
- 2008: James Tait Black Memorial Prize für The Secret Scripture
- 2012: Walter Scott Prize für On Canaan’s Side
- 2016: Costa Book Award für Days Without End, auch „Costa Book of the Year“[3]
- 2017: Walter Scott Prize für Days Without End
- 2017: Longlist des Man Booker Prize mit Days Without End
- 2018–2021: Laureate for Irish fiction[4]
- 2021: Irish Book Award – Bob Hughes Lifetime Achievement Award[5]
- 2023: Longlist des Man Booker Prize für Old God’s Time[6]

## Werke (Auswahl)

### Prosa
- The Whereabouts of Eneas McNulty. Picador, London 1998, ISBN 0-330-35197-4.
  - deutsch: Die Zeitläufte des Eneas McNulty. Roman. Übersetzt von Esther Kinsky. Fischer, Frankfurt am Main 1999, ISBN 3-10-005903-4.
- Annie Dunne. Faber & Faber, London 2002, ISBN 0-571-20304-3.
  - deutsch: Annie Dunne. Übersetzt von Hans-Christian Oeser und Claudia Glenewinkel. Steidl, Göttingen 2021, ISBN 978-3-95829-934-4.
- A Long Long Way. A Novel. Faber & Faber, London 2005, ISBN 0-571-21800-8.
  - deutsch: Ein langer, langer Weg. Roman. Übersetzt von Hans-Christian Oeser. Steidl, Göttingen 2014, ISBN 978-3-86930-663-6; Taschenbuch, Steidl, Göttingen 2020, ISBN 978-3-95829-772-2.
- The Secret Scripture. Faber & Faber, London 2008, ISBN 978-0-571-21528-7.
  - deutsch: Ein verborgenes Leben. Roman. Übersetzt von Hans-Christian Oeser. Steidl, Göttingen 2009, ISBN 978-3-86521-967-1; Taschenbuch, Steidl, Göttingen 2021, ISBN 978-3-95829-932-0.
- On Canaan's Side. Faber & Faber, London 2011, ISBN 978-0-571-22653-5.
  - deutsch: Mein fernes, fremdes Land. Roman. Übersetzt von Hans-Christian Oeser. Steidl, Göttingen 2012, ISBN 978-3-86930-513-4; Taschenbuch, Steidl, Göttingen 2022, ISBN 978-3-96999-120-6.
- The Temporary Gentleman. Faber & Faber, London 2014.
  - deutsch: Gentleman auf Zeit. Roman. Übersetzt von Petra Kindler und Hans-Christian Oeser. Steidl, Göttingen 2017, ISBN 978-3-95829-289-5.
- Days Without End. A novel. Faber & Faber, London 2016[7]
  - deutsch: Tage ohne Ende. Roman. Übersetzt von Hans-Christian Oeser. Steidl, Göttingen 2018, ISBN 978-3-95829-518-6; Taschenbuch, Steidl, Göttingen 2020, 2021, ISBN 978-3-95829-727-2. – Übersetzung gewürdigt mit dem Straelener Übersetzerpreis 2020
- A Thousand Moons. Faber & Faber, London 2020, ISBN 978-0-5-7133-337-0.
  - deutsch: Tausend Monde. Roman. Übersetzt von Hans-Christian Oeser. Steidl, Göttingen 2020, ISBN 978-3-95829-775-3.
- Old God’s Time. Faber & Faber, London 2023, ISBN 978-0-5-7133-277-9.
  - deutsch: Jenseits aller Zeit. Übersetzt von Hans-Christian Oeser. Steidl, Göttingen 2024, ISBN 978-3-96999-401-6.

### Stücke
- The Only True History of Lizzie Finn / Steward of Christendom / White Woman Street: 3 Plays. Methuen Drama, London 1996, ISBN 0-413-69890-4.
- Hinterland: A Play. Faber & Faber, London 2002, ISBN 0-571-21003-1.
- Pride of Parnell Street. Faber & Faber, London 2007, ISBN 978-0-571-23868-2.
- Barry Plays: 1. A & C Black, 2007, ISBN 978-0-413-71120-5 (zuerst bei Methuen Contemporary Dramatists, London 2003)

## Nachweise
1. ↑  Porträt bei Aosdána
2. ↑  Irish author Barry makes Booker prize shortlist. In: The Irish Times. 9. September 2008.
3. ↑  Sebastian Barry gewinnt zum zweiten Mal, boersenblatt.net, 1. Februar 2017, abgerufen am 1. Februar 2017.
4. ↑  Alison Flood: Sebastian Barry named Irish fiction laureate, hailing 'golden age of Irish prose. In: The Guardian. 8. Februar 2018, abgerufen am 9. Februar 2018.
5. ↑  Sally Rooney and the Aislings lead Irish Book Awards winners, rte.ie, 23. November 2021, abgerufen am 24. November 2021.
6. ↑  The Booker Prize 2023 | The Booker Prizes. Abgerufen am 6. Mai 2024 (englisch).
7. ↑  Costa-Literaturpreis an Sebastian Barry für "Days Without End", derstandard.at, 31. Januar 2017, abgerufen am 2. Februar 2017; Days Without End by Sebastian Barry review – a bravura journey into America’s past, in: The Guardian, 28. Oktober 2016, abgerufen am 2. Februar 2017.

| Personendaten    | Personendaten                      |
| ---------------- | ---------------------------------- |
| NAME             | Barry, Sebastian                   |
| KURZBESCHREIBUNG | irischer Dramatiker und Romanautor |
| GEBURTSDATUM     | 5. Juli 1955                       |
| GEBURTSORT       | Dublin                             |